# Niech jedzą ciastka
Niech jedzą ciastka – tradycyjne tłumaczenie francuskiego wyrażenia „Qu’ils mangent de la brioche!”, które podobno wypowiedziała w XVIII wieku „wielka księżniczka”, gdy powiedziano jej, że chłopi nie mają chleba. Francuskie określenie wspomina o brioche, chlebie wzbogaconym masłem i jajkami, uważanym za żywność luksusową. Cytat ma odzwierciedlać albo frywolne lekceważenie księżniczki dla głodujących chłopów, albo jej słabe zrozumienie ich trudnej sytuacji.
Wypowiedź tradycyjnie przypisuje się Marii Antoninie, w rzeczywistości wywodzi się ono z Wyznań Jeana-Jacques’a Rousseau z 1765 r. (Maria Antonina miała wtedy dziewięć lat i nie przebywała we Francji). Cytat ten przypisano jej dopiero kilkadziesiąt lat po śmierci, a historycy negują jej autorstwo.